# NGC 1025
NGC 1025 is een balkspiraalstelsel in het sterrenbeeld Slingeruurwerk. Het hemelobject werd op 11 september 1836 ontdekt door de Britse astronoom John Herschel.

## Synoniemen
- PGC 9891
- ESO 154-4
- IRAS02347-5504